# Francisco Solano López (dessinateur)
Pour les articles homonymes, voir Francisco Solano López (homonymie), Francisco López, López et Solano.
Francisco Solano López, né à Buenos Aires le 26 octobre 1928, et mort dans cette ville le 12 août 2011, est un dessinateur argentin de bande dessinée.

## Biographie
Auteur de bandes dessinées à partir de 1953 aux Éditions Abril, il rencontre le scénariste Héctor Oesterheld avec lequel naît une association de grande importance pour la bande dessinée argentine.
Après avoir travaillé ensemble sur des séries comme Uma-Uma et Bull Rockett, ils émigrent aux Éditions Frontera, pour laquelle Solano López dessinera Rolo le martien adoptif (Rolo, el marciano adoptive), Amapola nègre, Joe Zonda, Rayon de lune et, surtout, L'Éternaute.
Dans les années soixante, López part pour l'Europe où il travaille pour la maison d'édition anglaise Fleetway où il réalise diverses séries jusqu'en 1976, dont Janus Stark pour les magazines Smash, puis Valiant, entre 1969 et 1974. Il rentre en Argentine en 1976, où il reprend L’Éternaute, toujours en collaboration avec Oesterheld ; dans le même temps, il dessine Slot Barr (1976-1977) sur les textes de Riccardo Barreiro.
La grave situation politique argentine le contraint à l'exil vers Madrid, en Espagne, et la série L’Éternaute reste de ce fait inachevée. De l'Espagne puis de Rio de Janeiro au Brésil, il continue sa collaboration avec Ricardo Barreiro et avec des scénaristes comme Carlos Sampayo, dont il dessine les histoires d’Evaristo (1984-1986), une de ses meilleurs séries.
Pour le marché américain, il produit quelques séries: Freaks # 1-4 (Monster Comics, 1992) (Sc: Jim Woodring d’après le film de Tod Browning); Bram Stoker’s Burial of the Rats #1-3 (Roger Corman’s Cosmic Comics, avril-juin 1995) (Sc: Jerry Prosser); The Real Adventures of Jonny Quest # 1-4: Net Of Chaos (Dark Horse Comics, sep-dec 1996) (Sc: Kate Worley); Aliens: Kidnapped #1-3 (Dark Horse Comics, décembre 1997-février 1998) (Sc: Jim Woodring, Justin Green.
Rentré en Argentine depuis quelques années, il a poursuivi la saga de L'Éternaute avec L’Éternaute : Le Retour (2001-2010) et produit la série Les Internautes pour le supplément informatique du quotidien Clarín, une série hebdomadaire de bande dessinée dans laquelle il mélange aventure et réalité virtuelle.
En 1991, il se lance dans des récits érotiques qui le font connaître comme un maître du genre : The Young Witches volumes I à VI (Eros Comix, 1991-2005), Peter Kock # 1-6 (Eros Comix, 1993-1994) puis Sexy Symphonies (Eros Comix, 2001-2002).
De retour à Buenos Aires depuis 1995, il continue avec Pol (Pablo Maiztegui) les deux séries qui ont fait son succès (L’Éternaute et les aventures érotiques de Lilian et Agathe).
Il meurt le 12 août 2011, d'un accident cérébral.

## Œuvres publiées
- Perico y Guillermina, Columba, 1953 (Sc: Roger Plá) (Série)
- Pablo Maran, 1954  (Sc: Julio Almada) (Série)
- El teniente Sanders, ?
- Uma-Uma, 1955  (Sc: Héctor Germán Oesterheld) (Série)
- Bull Rockett, in Misterix, Abril, 07/1955-1959  (Sc: Héctor Germán Oesterheld) (Série)
- Joe Zonda, in Frontera, 04/1957-08/1958  (Sc: Héctor Germán Oesterheld) (Série)
- Ernie Pike, in Suplemento Semanal Hora Cero, 1957-1959  (Sc: Héctor Germán Oesterheld) (Série)
- Rolo, el marciano adoptive, in Suplemento Semanal Hora Cero, 1957-1958  (Sc: Héctor Germán Oesterheld) (13 épisodes)
- Amapola negra, in Hora Cero, 1958-1959  (Sc: Héctor Germán Oesterheld) (15 épisodes)
- El Eternauta, in Suplemento Semanal Hora Cero, 1957-1959  (Sc: Héctor Germán Oesterheld) (Série)
- Ernie Pike: el Cuaderno Rojo, in Hora Cero, 1957-1959  (Sc: Héctor Germán Oesterheld) (Série)
- Spitfire, in Hora Cero Extra!, 04/1958-06/1958 puis in Frontera n° 22, 01/1959  (Sc: Héctor Germán Oesterheld) (3 épisodes)
- Rul de la Luna, in Frontera, 06/1958-9/1959  (Sc: Héctor Germán Oesterheld) (21 épisodes)
- Target Top Secret et autres récits, in Air Ace Picture Library, Fleetway, 01/1960-12/1969
- Evaristo (Sc: Carlos Sampayo) :
  - 1. La mort est toujours au rendez-vous, Dargaud, 04/1985
  - 2. Cadavres en solde, Dargaud, 04/1986
  - Intégrale: Evaristo, Ilatina, 08/2019
- Les Mémoires du commando (Sc: Ray Collins) :
  - Aigle Noir, Michel Deligne, 01/1982
- Anna
- Romancero
- Slot Barr (1976) (Sc: Ricardo Barreiro)

### Séries US
- Freaks, # 1-4 (Monster Comics, 1992-1993) (Sc: Jim Woodring d'après le film de Tod Browning)
  - (Adaptation du film de Todd Browning: "Freaks", 1932.)
- Bram Stoker’s Burial of the Rats # 1-3 (Roger Corman’s Cosmic Comics, apr-jun 1995)
  - (Sc: Jerry Prosser d’après un film de Roger Corman)
- The Real Adventures of Jonny Quest, # 1-4: Net Of Chaos Part 1-4 (Dark Horse Comics, 1996)
  - (Sc: Kate Worley)

- Aliens : Kidnapped, # 1-3 (Dark Horse Comics, 1997-1998) 
  - (Sc: Jim Woodring; Cover: Kilian Plunkett)

### Œuvres érotiques
- The Young Witches, Eros Comix, 1991-2005
  - The Young Witches #1-4 (Eros Comix, 1991) (Sc: Ricardo Barreiro)
    - Rééd.: Eros Graphic Albums #2: The Young Witches, Eros Comix, jun 1992

  - The Young Witches II: London Babylon # 1-6 (Eros Comix, 1995-1996) (Sc: Ricardo Barreiro)
    - Rééd.: Eros Graphic Albums #31: Young Witches Vol. 2: London Babylon, Eros Comix, dec 23, 1997

  - The Young Witches III: Empire of Sin #1-3 (Eros Comix, 1998-1999) (Sc: Ricardo Barreiro)
    - Rééd.: Eros Graphic Albums #47: Young Witches III: The Empire Of Sin, Eros Comix, jun 2001

  - The Young Witches IV: The Eternal Dream # 1-3 (Eros Comix, 2000) (Sc: Pol (Pablo Maiztegui))
    - Rééd.: Eros Graphic Albums #55: Young Witches Volume 4: Eternal Dream, Eros Comix, ??

  - The Young Witches V: The Legacy, # 1-6 (Eros Comix, 2002-2003) (Sc: Pol (Pablo Maiztegui))
  - The Young Witches VI: Wrath of Agatha # 1-2 (Eros Comix, 2005) (Sc: Pol (Pablo Maiztegui))
  - Editions françaises:
  - Les Aventures sexuelles de Lilian et Agathe, Dynamite « Outrage », 2010-2015
    - 1. L’Antre de la terreur, 04/2010
    - 2. L’Institut, 03/2015

- Sexy Symphonies # 1-6 (Eros Comix, 2001-2002) (Sc: Francisco Solano López)
  - Editions françaises:
  - Sexy Symphonies, Dynamite, 03/2013

### Edition françaises
- L'Éternaute
  - 1. L’Éternaute (1957-1959) 1, Vertige Graphic, 12/2008
  - 2. L’Éternaute (1957-1959) 2, Vertige Graphic, 07/2009
  - 3. L’Éternaute (1957-1959) 3,Vertige Graphic, 01/2010
  - 4. Le Retour 1, Vertige Graphic, 10/2014
  - 5. Le Retour 2, Vertige Graphic, 10/2015
  - L’Éternaute. Intégrale 1er cycle (1957-1959), Vertige Graphic, 12/1999 ; 11/2013

- Slot Baar 1. Les Amazones de l’espace, Michel Deligne, 01/1981

- Evaristo (Sc: Carlos Sampayo) :
  - 1. La mort est toujours au rendez-vous, Dargaud, 04/1985
  - 2. Cadavres en solde, Dargaud, 04/1986
  - Intégrale: Evaristo, iLatina, 08/2019

- Les Aventures sexuelles de Lilian et Agathe
  - L’Antre de la terreur , Dynamite « Outrage » (El Prostíbulo del Terror (El instituto II)), 04/2010 (147 pl.; N&B;  (ISBN 978-2-915101-50-8))
  - L’Institut, 03/2015 (El Instituto, 1989) (93 pl.; N&B;  (ISBN 978-2-362-34123-6))